# Офіон
Офіо́н, Офіоне́й (грец. Ophion) — великий змій, згідно з переказом орфіків, один з найстарших титанів, перший володар Олімпу, син та чоловік океаніди Евріноми.
Танцюючи над морськими хвилями, Еврінома спіймала долонями вітер — від його стискування утворився Офіон. Збуджений танком богині змій оповив її стегна та запліднив лоно. Від цього знесла Еврінома Світове яйце, змій же, оперезавши сім разів своїм тілом, висиджував його. З яйця з'явилось сонце, місяць, планети, зорі, земля, ріки, гори та все живе й неживе, що існує на землі. Подружжя оселилось на Олімпі, аж поки не прийшли титани Кронос та Рея, котрі скинули Офіона з Евріномою до океану.
За іншою версією, перебуваючи на Олімпі змій образив океаніду, оголосивши лише себе творцем світу, через що Еврінома вибила йому зуби й вигнала в глибини Тартару, де він і досі сичить.